# Bojan Jokić
Bojan Jokić, slovenski nogometaš, * 17. maj 1986, Kranj.
Jokić je branilec, ki  igra  od leta 2006 za slovensko nogometno reprezentanco. Novembra 2019 je kot drugi reprezentant odigral stoto tekmo. 

## Dosežki

#### ND Gorica
- Prva slovenska nogometna liga: 2005-06

- Podprvak: 2006-07

## Reprezentančni goli
| # | Datum         | Prizorišče           | Nasprotnik | Gol za | Izid | Tekmovanje         |
| - | ------------- | -------------------- | ---------- | ------ | ---- | ------------------ |
| 1 | 3. marec 2010 | Ljudski vrt, Maribor | Katar      | 4–1    | 4–1  | Prijateljska tekma |